# Euphonium
 (juillet 2017).
Un euphonium, ou tuba ténor, est un instrument de musique de la famille des cuivres à perce conique.

## Histoire
Le serpent, apparu au XVIe siècle, est considéré comme l'ancêtre de l'euphonium.[réf. souhaitée] Percé de six trous qui permettent de jouer tous les tons chromatiques, le serpent est principalement utilisé pour accompagner de la musique vocale.
Au XIXe siècle, on finira par ajouter des clefs, mais malgré cela on commencera à considérer que l'instrument souffre de problèmes d'intonation, et d'hétérogénéité de timbre. Il disparaît progressivement au profit d'instruments en cuivre. Le musicologue Charles Burney, au cours du XVIIIe siècle (alors que l'instrument commençait petit à petit à appartenir au passé) compara le son du serpent à celui d'un « veau affamé ».
En 1817, le fabricant français Jean Hilaire Asté dit Halary invente l'ophicléide. Fabriqué en métal et muni de clefs, la sonorité est plus puissante et l'intonation plus précise que celle du serpent. Berlioz l'utilise dans sa Symphonie fantastique.
Profitant de l'invention du piston, Adolphe Sax met au point la famille des saxhorns, allant du soprano à la basse, les ancêtres directs des instruments d'aujourd'hui.
Lassé par les procès intentés par Adolphe Sax, le facteur parisien Besson délocalise son activité à Londres en 1858. Il perfectionne ses petits tubas en corrélation avec l'essor du mouvement des brass bands. L'euphonium se singularise progressivement de la géométrie des saxhorns.

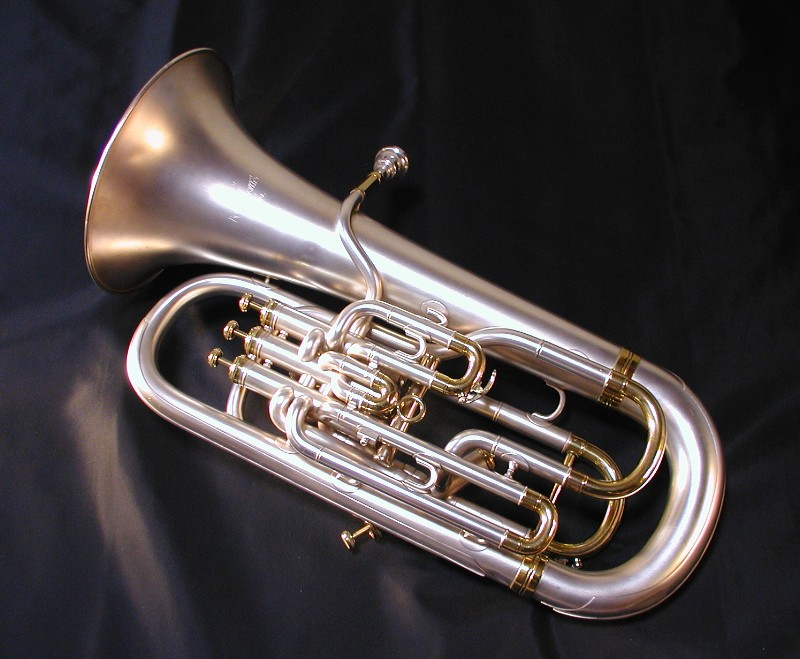
Euphonium modèle Impérial de Besson London (pré 2004).

## L'instrument
Cuivre d'origine anglaise, dont la forme rappelle le saxhorn basse, doté de 3 ou 4 pistons. Il se différencie du saxhorn par sa perce plus grosse (diamètre de la branche d'embouchure) et sa sonorité plus douce et plus ronde. 
La tessiture de cet instrument est baryton et quelquefois, par nécessité, basse. Elle va normalement du do en dessous de la portée de clé de fa (do pédale, si{\displaystyle \flat }  en tons réels) au 2e do au-dessus de la portée (contre-ut), mais peut être étendue du ré{\displaystyle \flat } pédale (presque une octave en dessous du do pédale) au contre-mi, voire au contre-sol.
L'euphonium est parfois confondu avec le baryton (une forme de saxhorn). Or ce dernier possède un son bien plus clair dû à une perce plus étroite. La tessiture de l'euphonium est plus large que celle du baryton, ce qui explique que les partitions pour baryton soient exclusivement écrites en clef de sol, et celle de l'euphonium alternativement en clef de sol (transposition pour instrument en si{\displaystyle \flat } et écrit une octave plus haut que les tons réels) et en clef de fa (en tons réels). L'écriture en clef de sol, qui permet de conserver les doigtés utilisés notamment par la trompette, est la plus utilisée en Europe, tandis que l'écriture en clef de fa est principalement utilisée aux États-Unis.
Bien qu'il n'y ait que trois ou quatre pistons sur cet instrument, on peut jouer sur un peu plus de 4 octaves grâce aux harmoniques, comme sur tous les cuivres. On utilise aussi des combinaisons de doigtés pour produire des notes différentes.

## Son utilisation

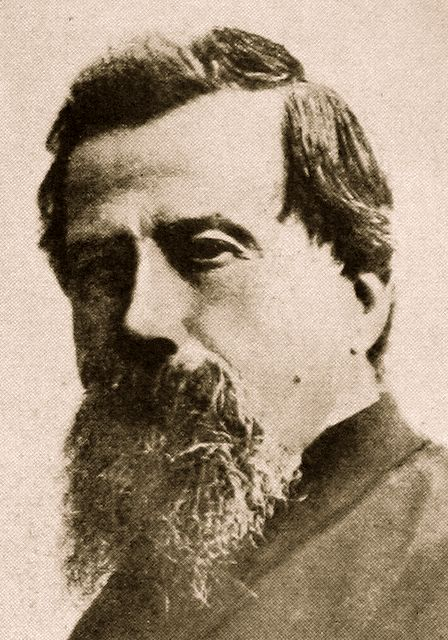
Amilcare Ponchielli, compositeur italien.

L'euphonium est principalement utilisé dans les ensembles à vent (harmonies, fanfares, brass bands). Dans les brass bands, il y a généralement deux euphoniums et deux barytons. Il est considéré comme le violoncelle de l'harmonie. Un musicien jouant de l'euphonium est appelé euphoniumiste ou euphoniste selon les régions et leurs musiciens.
De nombreux compositeurs ont écrit pour cet instrument : Gustav Mahler, Richard Strauss, Gustav Holst...
Le solo le plus célèbre en orchestre symphonique est probablement celui de Bydlo dans les Tableaux d'une exposition de Modeste Moussorgski orchestrés par Maurice Ravel. Paradoxalement, l'orchestrateur n'a pas initialement dédié ce solo au tuba ténor. Depuis l'abandon de l'usage du tuba français d'orchestre, en France s'est installée l'habitude de faire appel à un saxhorn basse ou un euphonium pour jouer ce passage, extrait de la partie séparée du tuba principal.
Les euphonistes célèbres sont les père et fils Childs et Steven Mead en Grande-Bretagne, Brian Bowman aux États-Unis. La France connait l'essor d'une jeune génération talentueuse initiée par Ivan Milhiet au tournant du siècle, avec Anthony Caillet et Bastien Baumet. En Suisse, il y a Thomas Rüedi, euphoniste professionnel et professeur à la Haute école des arts de Berne. Le 7 octobre 1983, un autre musicien suisse, Jean-Pierre Chevailler, reçoit à Londres le titre Euphonium Player of the Year 1983-1984. Plus récemment, Eran Levi, un musicien suisse d'origine israélienne, donne une nouvelle dimension à cet instrument, tant par sa sensibilité musicale que par sa virtuosité.
Le jazzman américain Bernard McKinney se distingue également, notamment aux côtés de Donald Byrd (album First Flight), Freddie Hubbard (Ready for Freddie) ou encore de Pepper Adams (lui-même au saxophone baryton dans The Complete Regent Sessions). Deux jazzmen importants se sont particulièrement consacrés à l'euphonium : l'Américain Rich Matteson (Life's a take avec Red Mitchell entre autres) et le français Marc Steckar, créateur du groupe Tubapack.

## Doigtés

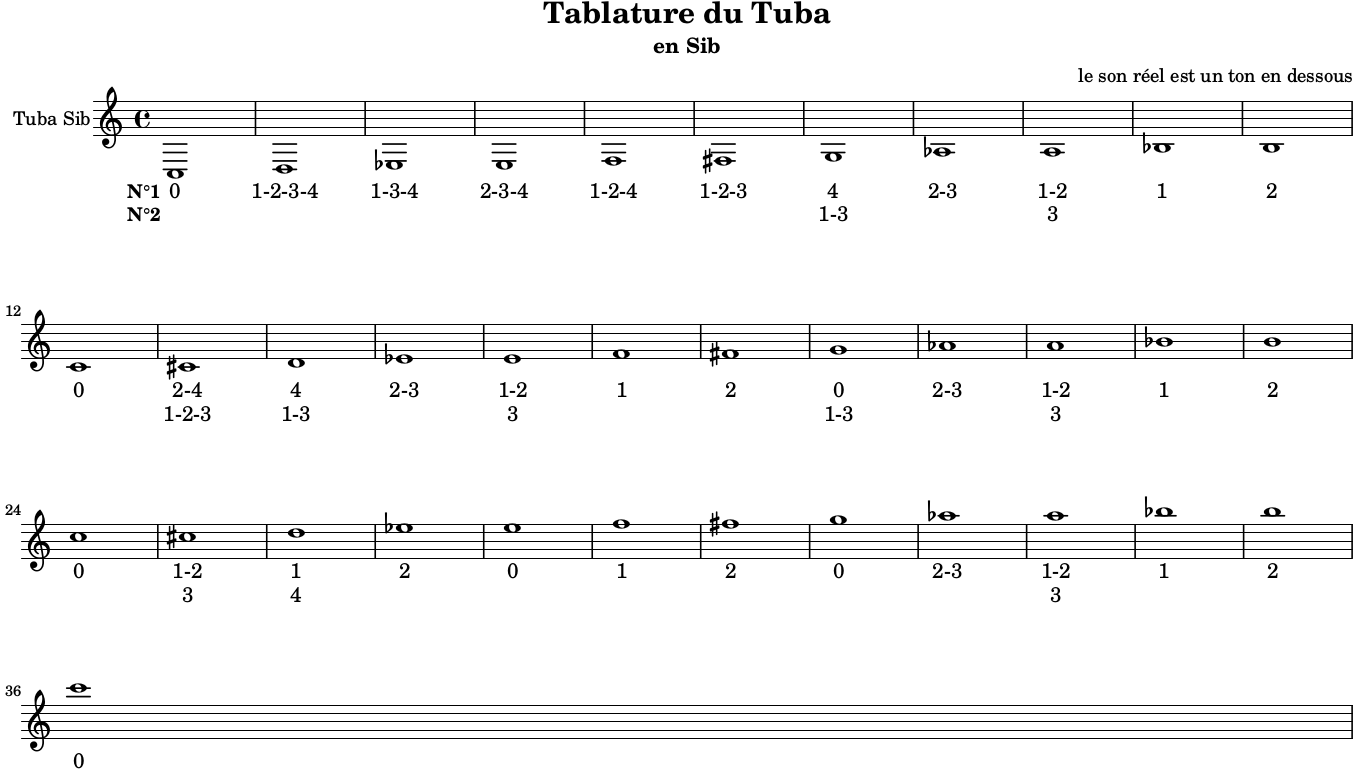
Doigtés du tuba Si.

Les doigtés de l'euphonium en si comportant le piston 4 sur la main gauche.